# Darren White
Darren Paul White (* 24. März 1989 in Taunton) ist ein früherer englisch-neuseeländischer Fußballspieler und heutiger Trainer.

## Karriere

### Jugend
White wurde im Jugendinternat von Hansa Rostock ausgebildet und erreichte mit der B-Jugend um Toni Kroos 2005 das Finale um die Deutsche B-Jugend-Meisterschaft, das die Mannschaft im Ostseestadion gegen Hertha BSC mit 0:2 verlor. Anfang 2007 ging er kurzzeitig leihweise zum neuseeländischen Waikato FC, spielte ab Februar allerdings schon wieder beim F.C. Hansa in der deutschen A-Junioren-Bundesliga. Im Spätsommer 2007 wechselte er für wenige Monate zur Jugend der Blackburn Rovers und kehrte im Januar nach Mecklenburg-Vorpommern zurück, diesmal bis zum Sommer 2008 zur A-Jugend vom FSV Bentwisch. Von Bentwisch ging er wieder nach England, diesmal zum Frome Town FC in der Grafschaft Somerset nahe Bristol. 

### Profifußball
Im April 2011 zog es White nach Neuseeland zu Canterbury United, mit denen er 2012 Zweitplatzierter der Vorrunde wurde, im Halbfinale um die Meisterschaft jedoch gegen Waitakere United unterlag. Im April 2013 wechselte er innerhalb der New Zealand Football Championship zum Auckland City FC, bei denen er seine erfolgreichste Zeit erlebte, dreimal Meister und fünfmal Sieger der Ozeanischen Champions League wurde. So qualifizierte er sich mit dem Klub aus Auckland ebenso für die FIFA-Klub-Weltmeisterschaft und ist mit fünf Teilnahmen einer der Rekordspieler des Wettbewerbs. 
Im Sommer 2018 verließ er Auckland zunächst und ging zu Three Kings United, kehrte aber im Januar 2019 zu Auckland City zurück. Nach einem halben Jahr schloss er endgültig als Spieler mit Auckland City ab und wechselte zum drittklassigen Mount Albert-Ponsonby AFC, wo er bis 2021 blieb. Nachdem er beim Bay Olympic FC nochmals in der 1. Liga spielte, beendete er dort 2022 seine aktive Karriere. 
Von Januar 2023 bis Oktober 2024 war er Trainer bei der Schul-Mannschaft vom Mount Albert-Ponsonby AFC.

## Erfolge
- Deutscher B-Jugend-Vizemeister: 2005 mit Hansa Rostock
- Neuseeländischer Meister: 2014, 2015, 2018 mit Auckland City
- Charity Cup-Sieger: 2014, 2016, 2017 mit Auckland City
- OFC-Champions-League-Sieger: 2013, 2014, 2015, 2016, 2017 mit Auckland City
- FIFA-Klub-Weltmeisterschaft: 3. Platz 2014 mit Auckland City